# Ácido tolfenámico
Ácido tolfenámico (TA) es uno de los medicamentos antinflamatorios no esteroideos (AINE). Se utiliza para tratar los síntomas de la migraña.

## Otros usos posibles
Un estudio concluye, "TA se encontró significativamente mejor que el placebo en la evaluación subjetiva de la eficacia del fármaco (p <0,001) y en la reducción de los reportados para los síntomas de la resaca en general (p <0,01). En el grupo de TA, se obtuvieron puntuaciones de los síntomas significativamente más bajos para el dolor de cabeza (p <0.01), y para las náuseas, vómitos, irritación, temblor, sed y sequedad de boca (todos p <0,05)."

## Nombres comerciales
Los nombres comerciales para el ácido tolfenámico incluyen Dolfenax, Clotam Rapid y Tufnil para su uso en seres humanos y Tolfedine para uso veterinario en gatos y perros. Este medicamento no se debe confundir con Tolmetin.

## Efectos adversos
En octubre de 2020, la Administración de Drogas y Alimentos de los EE. UU . (FDA) requirió que la etiqueta del medicamento se actualizara para todos los medicamentos antiinflamatorios no esteroides para describir el riesgo de problemas renales en los bebés por nacer que resultan en un nivel bajo de líquido amniótico. Recomiendan evitar los AINE en mujeres embarazadas a las 20 semanas o más tarde del embarazo.